# هلال الأطرش
هلال الأطرش هو مهندس وسياسي سوري شغل منصب وزير الإدارة المحلية والبيئة من عام 2001 حتى عام 2009.

## المسيرة المهنية
الأطرش هو مهندس من خلال التدريب. في نوفمبر 2000 عين حاكما لمحافظة القنيطرة التي كانت أول وظيفة حكومية له. كان عضوا في حزب البعث كونه جزءا من الجناح الإصلاحي. عين وزيرا للإدارة المحلية في 13 ديسمبر 2000 إلى مجلس الوزراء برئاسة رئيس الوزراء آنذاك محمد مصطفى ميرو الذي أعيد تشكيله بعد وفاة حافظ الأسد. انتهت فترة الأطرش في تعديل وزاري في أبريل 2009 وخلفه تامر الحجة. لاحقا عين سفير سوريا لدى ليبيا.